# 개성 (성씨)
개성(改姓)이란 본래의 성(姓)씨를 고치는 것을 뜻한다.

## 같이 보기
- 혼인 성씨
- 성본변경
- 창씨개명